# Октябрьское вооружённое восстание в Москве (1917)
Октя́брьское вооружённое восста́ние в Москве́ — начало вооруженного захвата власти большевиками в Москве, проходившего с 25 октября (7 ноября) по 2 (15) ноября 1917 года во время Октябрьской революции. Именно в Москве в ходе октябрьского восстания развернулись наиболее длительные и упорные бои. Некоторые историки оценивают московские бои как начало Гражданской войны в России.

## Обстановка накануне
После свержения монархии, в Москве, как и повсюду в России, Советы, формально являясь общественными организациями, осуществляли и многие властные функции. В Москве были созданы: 1 (14) марта Московский совет рабочих депутатов, а 4 марта Московский совет солдатских депутатов, в которых были сильны симпатии к умеренным социалистическим партиям.

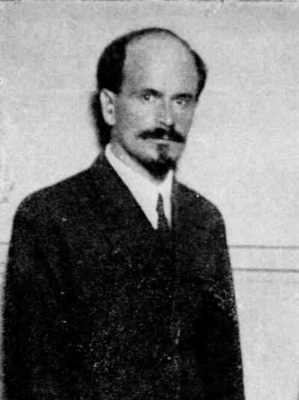
Вадим Руднев

25 июня 1917 года в Москве состоялись выборы в московскую думу. В выборах участвовали семь партий. 117 вновь избранных гласных, то есть больше половины, оказались членами партии эсеров. Из 200 кандидатов большевистской партии (список под № 5) в московскую думу прошли лишь 23. В новой думе (200 депутатов) преобладали депутаты из интеллигенции, впервые появились женщины, причём сразу 12. 1 июля на втором заседании городским головой был избран земский врач Вадим Руднев.
Временное правительство России первоначально запланировало проведение выборов в органы местного самоуправления (земства, городские и районные думы) и Учредительное собрание на 17 сентября. Однако сложная внутри- и внешнеполитическая обстановка, задержки с утверждением нормативной базы повели к переносу сроков выборов.
При подготовке к выборам Москва была выделена в особый избирательный округ. 1 сентября Московская городская дума приняла постановление об образовании в Москве 17 районов (вместо 44 ранее существовавших) и проведении выборов в районные думы. Выборы состоялись 24 сентября. Абсолютное большинство мест в районных думах (359 мест из 710) получили представители партии большевиков (51,5 %); 26 % гласных шли по списку кадетской партии и 14 % — партии эсеров. По своей организационной структуре районные думы копировали городскую.
К концу октября 1917 года в Москве и губернии в результате проведения демократических выборов были сформированы легитимные органы местного самоуправления. Во второй половине октября в Москве и её губернии начались выборы в Учредительное собрание.
В сентябре — октябре прошли выборы в Московские и районные Советы рабочих депутатов. Там одержала победу партия большевиков. Однако в Москве, в отличие от Петрограда, Совет рабочих депутатов не пошёл на объединение с Советом солдатских депутатов, в котором были сильны симпатии по отношению к эсерам.
Московская дума предпринимала шаги по объединению двух Советов. В такой ситуации руководство московских большевиков занимало более осторожную позицию, чем руководство ЦК РСДРП(б): ещё за несколько дней до восстания оно выступало против вооружённого захвата власти.

## Подготовка восстания
Перед восстанием Ленин был уверен в том, что именно Москва должна была стать началом выступления большевиков с целью захвата власти, а также местом, где победа могла быть достигнута без сопротивления. Положения «плана» московских большевиков состояли из следующих основных положений:
1. Все военные действия направляются к одному центру.
2. Роль районов заключается в планомерном стягивании к центру своих военных сил.
3. Не упускать из внимания, что тылы будут для районов небезопасны.
4. Действия решительные и энергичные.
5. Наивозможно меньшее пролитие крови.
6. Охрана безопасности населения.

Относительно существования плана восстания в 1920-х годах имел место заочный спор: некоторые советские историки и мемуаристы (Сторожев, Я. Пече) утверждали, что план восстания существовал, а их оппоненты (С. П. Мельгунов) — что чёткого и определённого плана проведения восстания не существовало. Более поздние советские источники уже не писали о существовании готового плана.

## Ход восстания

### 25 октября
В ночь с 24 на 25 октября в Петрограде началось вооружённое восстание под руководством ЦК РСДРП(б). Восстание было направлено на свержение Временного правительства и взятие власти большевиками для установления власти Советов.
Известие о восстании в Петрограде московские большевики получили в полдень 25 октября (7 ноября). В 11 часов 45 минут делегат II Всероссийского съезда Советов Ногин и В. П. Милютин отправили в Москву телеграмму о восстании в Петрограде.
В тот же день состоялось заседание руководящих большевистских центров (московского областного бюро (МОБ), московского комитета (МК) и московского окружного комитета (МОК) РСДРП(б)), на котором был создан партийный орган по руководству восстанием — Боевой центр в составе М. Ф. Владимирского, В. Н. Подбельского, О. А. Пятницкого, В. Н. Яковлевой и Е. М. Ярославского.
Партийный боевой центр большевиков начал боевые действия днём 25 октября с занятия своими патрулями городского почтамта. Утром того дня А. С. Ведерников и А. Я. Аросев отправились в казармы 56-го пехотного запасного полка, чтобы сформировать отряд для занятия почты и телеграфа. На полк была возложена охрана Кремля с арсеналом ручного и станкового оружия, Государственного банка, казначейства, ссудо-сберегательных касс и других учреждений. Полк находился под влиянием московских большевиков, кроме того располагался поблизости от Московского почтамта (Мясницкая улица, 26). 1-й батальон и 8-я рота 56-го полка размещались в Кремле, остальные роты 2-го батальона находились в районе Замоскворечья, а штаб полка с двумя батальонами располагался в Покровских казармах. Полковой комитет отказался дать в распоряжение Ведерникова и Аросева две роты без распоряжения штаба Московского округа и согласия Совета солдатских депутатов. Однако большевикам из комитета удалось призвать солдат на выступление и вскоре 11 и 13-я роты двинулись на выполнение задания Боевого центра.

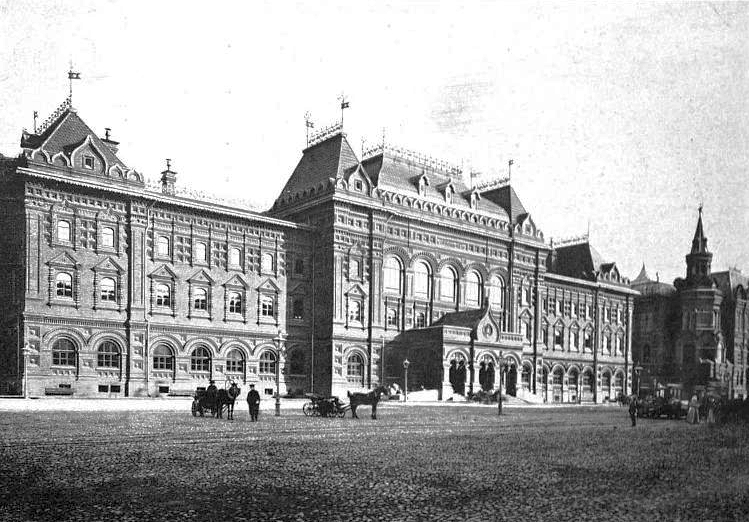
Здание Московской городской думы на Воскресенской площади близ Кремля.

Вечером 25 октября состоялось специальное заседание Московской городской думы, на котором гласные рассмотрели вопрос, как «должно реагировать Московское городское самоуправление на захватную политику Советов рабочих и солдатских депутатов». На заседании присутствовала и фракция большевиков. После выступления лидера фракции И. И. Скворцова-Степанова большевики покинули заседание Думы. По решению остальных фракций Городской думы для защиты Временного правительства при городском самоуправлении из представителей меньшевиков, эсеров, кадетов и других партий был создан Комитет общественной безопасности (КОБ), который возглавил городской голова Москвы эсер Вадим Руднев и командующий войсками Московского военного округа полковник Константин Рябцев. В комитет, кроме представителей городского и земского самоуправления, вошли представители Викжеля, почтово-телеграфного союза, которыми руководили эсеры и меньшевики, исполнительных комитетов Совета солдатских депутатов и Совета крестьянских депутатов, штаба военного округа. Городская дума, возглавляемая правыми эсерами, превратилась в политический центр сопротивления большевикам. Комитет выступал с позиции защиты Временного правительства, но мог опираться главным образом на офицеров и юнкеров.
Также вечером 25 октября состоялось объединённое заседание (пленум) обоих московских Советов — рабочих и солдатских (на тот момент функционирующих раздельно), на котором был избран боевой центр московских Советов — Военно-революционный комитет (ВРК) для «организации поддержки» вооружённого выступления в Петрограде. «За» голосовало 394 депутата, «против» — 116 (меньшевики и беспартийные), воздержались — 25 (объединенцы). Тем не менее меньшевики и объединенцы вошли в комитет. Эсеры отказались участвовать в голосовании.
ВРК был избран в составе 7 человек (4 большевика и 3 члена других партий) под председательством большевика Г. А. Усиевича. Особенностью Московского ВРК по сравнению с Петроградским было широкое участие в его работе меньшевиков, что отчасти объяснялось тем, что раскол РСДРП на большевистскую и меньшевистскую фракции носил в Москве менее острый характер. Сами меньшевики объяснили своё вхождение в ВРК стремлением «смягчить последствия безумной авантюры большевиков». Как присутствие в Московском ВРК меньшевиков, так и отсутствие в Москве Ленина в какой-то степени повлияли на характер действий этого органа, менее решительный, чем в Петрограде. Вместе с тем 27 октября меньшевики, а 31 октября объединенцы вышли из состава ВРК. Ричард Пайпс в своей фундаментальной работе «Большевики в борьбе за власть» указывает на то, что меньшевики «выдвинули ряд условий», которые не были приняты.
Согласно приказу № 1 ВРК, части московского гарнизона приводились в боевую готовность и должны были исполнять только исходящие от ВРК распоряжения. Также ВРК выдал распоряжение «о прекращении выхода буржуазных газет» путём силового занятия типографий (типографию «Московского листка» по собственной инициативе захватили анархисты). ВРК объявил всеобщую забастовку и организовал нападения на типографии буржуазных газет: начатый набор был рассыпан и утром 26-го октября вышли только «Известия» и «Социал-Демократ».
Розенгольцу было поручено «принять все меры для охраны Совета революционными войсками», и он потребовал немедленной присылки 1000 солдат с пулемётами из самокатного батальона. Это было ещё до выбора ВРК. Самокатный запасный батальон (2500 чел.) находился в Сокольнических (Улица Стромынка, 20) и Фанагорийских (Бауманская улица, 61) казармах.
ВРК опирался на часть большевизированных войск (193-й полк, 56-й запасной пехотный полк, самокатный батальон и др.), рабочих-красногвардейцев. На сторону большевиков перешли и «двинцы» — солдаты, арестованные летом 1917 года в Двинске за отказ идти в наступление (22 сентября (5 октября) они были освобождены Моссоветом).
В дальнейшем «красными» были созданы районные ВРК во главе с комиссарами, были приведены в боевую готовность воинские части занявшие сторону большевиков и их союзников, был избран временный революционный комитет по руководству полковыми и другими войсковыми комитетами в противовес исполнительному комитету московского совета солдатских депутатов, где большинство находилось в руках противников большевиков. Наконец были приняты меры по вооружению рабочих-красногвардейцев (10-12 тысяч человек). Районные ВРК направляли своих эмиссаров на заводы и воинские части. Неблагоприятным для большевиков фактором было и то, что в Москве находились значительные силы юнкеров, настроенных резко антибольшевистски.
Юнкера обратились к Брусилову с просьбой возглавить их, но тот отказался, сославшись на нездоровье.

### 26 октября

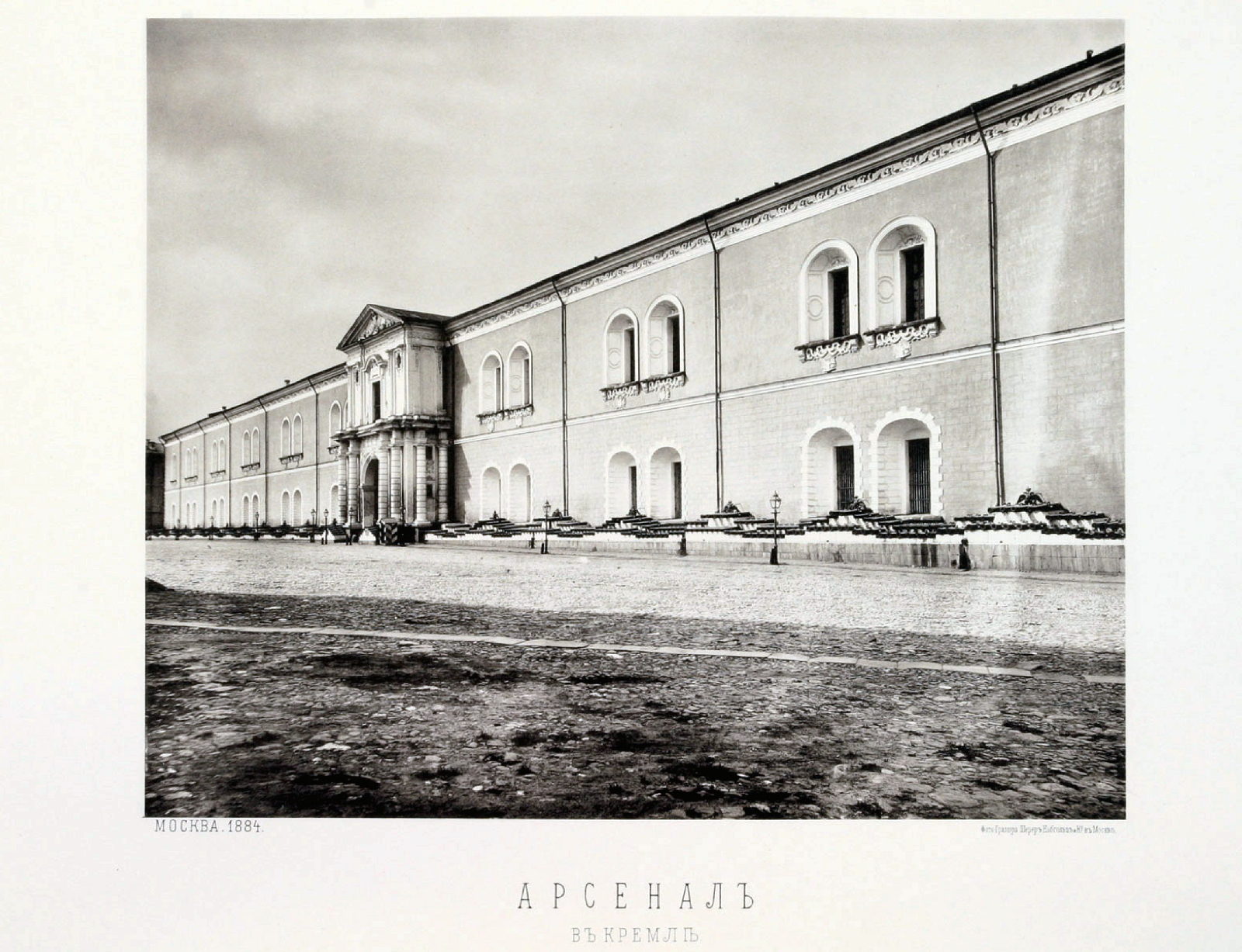
Арсенал Московского Кремля.

В ночь на 26 октября Московский ВРК издал приказ о приведении всех частей Московского гарнизона в боевую готовность. Им были вызваны в Кремль роты 193-го запасного полка. Начальник Кремлёвского Арсенала полковник Висковский подчинился требованию ВРК о выдаче рабочим оружия. Было выдано 1500 винтовок с патронами, но вывезти оружие не удалось, так как выезды из Кремля были уже блокированы отрядами юнкеров.
Командующий войсками Московского военного округа К. И. Рябцев обратился в Ставку с просьбой прислать с фронта в Москву верные Временному правительству воинские части и одновременно вступил в переговоры с Московским ВРК.

### 27 октября
27 октября находившиеся в Москве офицеры, готовые оказать сопротивление большевистскому восстанию, собрались в здании Александровского военного училища. Их возглавил начальник штаба Московского военного округа полковник К. К. Дорофеев. Силы сторонников Временного правительства, собравшихся в училище, составляли около 300 человек (офицеры, юнкера, студенты). Они заняли подступы к училищу со стороны Смоленского рынка (конец Арбата), Поварской и Малой Никитской, продвинулись от Никитских Ворот до Тверского бульвара и заняли западную сторону Большой Никитской улицы до здания Московского университета и Кремля. Добровольческий отряд студентов получил название «белая гвардия» — это был первый случай употребления данного термина. Полковник В. Ф. Рар организовал оборону казарм 1-го кадетского корпуса в Лефортово силами кадетов старших классов. С. Н. Прокопович, единственный министр Временного правительства, находившийся на свободе, 27 октября прибыл в Москву, чтобы организовать сопротивление большевикам.
27 октября (9 ноября) в 6 часов вечера К. И. Рябцев и КОБ, получив подтверждение Ставки о высылке войск с фронта и сведения о выступлении войск под руководством Керенского и Краснова на Петроград, объявили город на военном положении и предъявили О. М. Берзину и Московскому ВРК ультиматум: распустить ВРК, сдать Кремль и разоружить революционно настроенные воинские части. Представители ВРК дали согласие на увод рот 193-го полка, но потребовали оставления 56-го полка, квартировавшего в Кремле.
Согласно другим источникам силы 193 полка покинули Кремль ещё с утра, и на предъявленный около 19:00 ультиматум с требованием упразднения МВРК и вывода из Кремля всех оставшихся революционных частей, представители МВРК ответили отказом.
В тот же день юнкера атаковали отряд солдат-«двинцев», пытавшихся прорваться к Моссовету, 45 человек из 150 были убиты или ранены. Также юнкерами был совершён налёт на Дорогомиловский ВРК, после чего они закрепились на Садовом кольце от Крымского моста до Смоленского рынка и вышли на бульварное кольцо от Мясницких и Сретенских ворот, захватив почтамт, телеграф и телефонную станцию.

### 28 октября. Взятие Кремля юнкерами

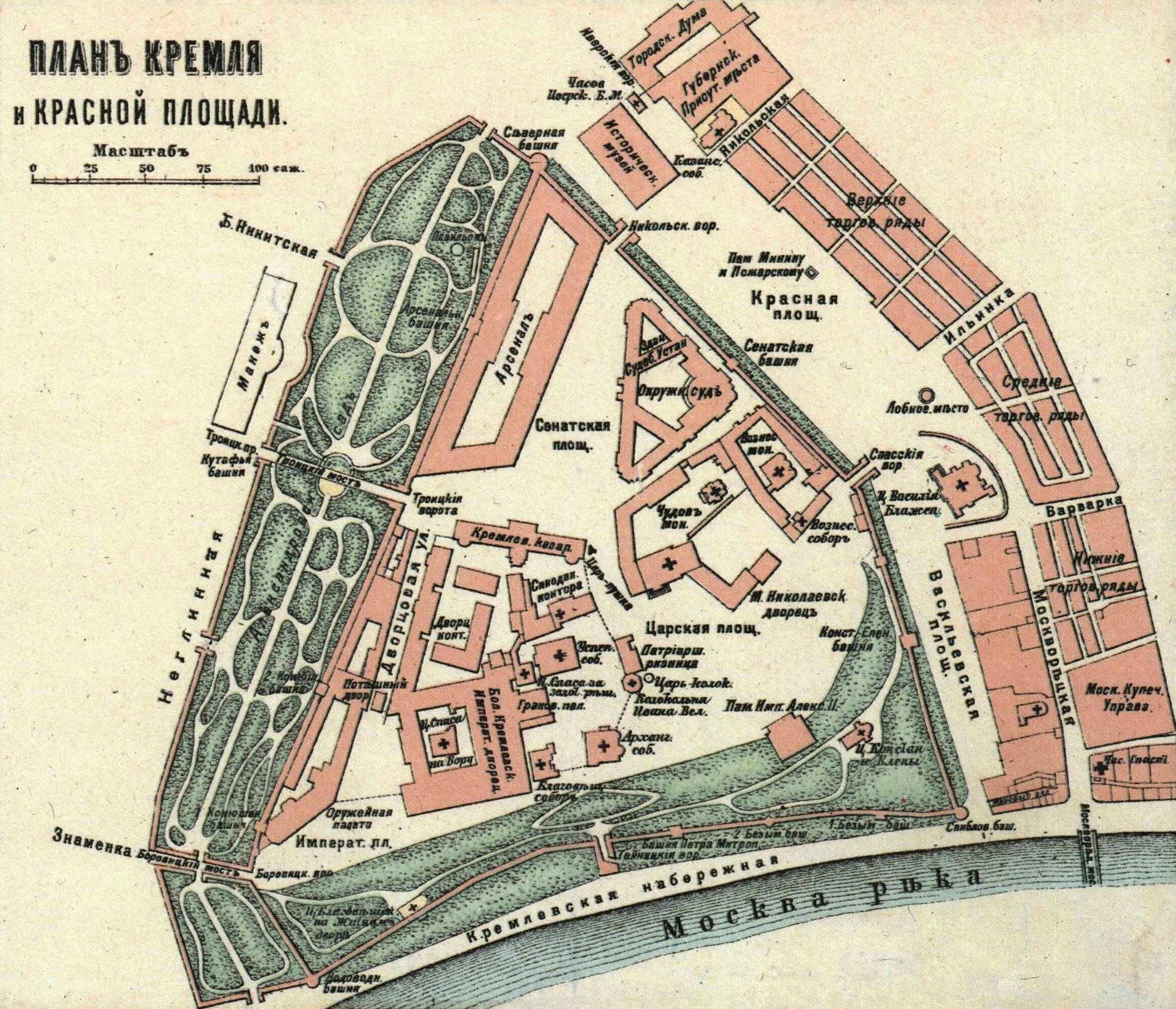
План Кремля. 1917.

Это событие описывается противоборствующими сторонами по-разному, возлагая ответственность за кровопролитие на противников.
Утром 28 октября Рябцев по телефону потребовал от Берзина (прапорщик, назначен большевиками комендантом Кремля) сдачи Кремля, сообщив, что город находится под его контролем. Не зная действительной обстановки и не имея связи с ВРК, Берзин принял решение сдать Кремль. Командующий броневой ротой 6-й школы прапорщиков потребовал от солдат 56-го полка сдачи оружия. Солдаты стали разоружаться и в Кремль вошли две роты юнкеров. Согласно официальной советской версии, опирающейся на рассказы выживших солдат 56-го полка, после того как пленные сдали оружие и были построены — они были расстреляны из стрелкового оружия и пулемётов, пытавшихся бежать запарывали штыками:

Утром 28-го в 7 час. т. Берзин собирает нас и говорит: «Товарищи, мною получен ультиматум и дано на размышление 20 минут. Весь город перешёл на сторону командующего войсками». Оставшись одни, будучи изолированными от города, и не зная, что делается за стенами Кремля, мы решили с т. Бережным сдаться. Стащили пулемёты к арсеналу, открыли ворота и пошли в казармы. Не прошло и 30 минут, как поступило приказание выходить во двор Кремля и выстраиваться поротно. Ничего не зная, выходим и видим, что к нам пришли «гости» — роты юнкеров, те же наши броневики, которые мы ночью не пустили, и одно орудие — трёхдюймовка. Все перед ними выстраиваются. Нам приказано расположиться фронтом к окружному суду. Юнкера нас окружили с ружьями наготове. Часть из них заняла казармы в дверях, в окнах тоже стоят. От Троицких ворот затрещал пулемёт по нас. Мы в панике. Бросились кто куда. Кто хотел в казармы, тех штыками порют. Часть бросилась в школу прапорщиков, а оттуда бросили бомбу. Мы очутились кругом в мешке. Стон, крики раненых наших товарищей… Через 8 минут бойня прекратилась.— 
По другой версии, когда солдаты увидели, что вошли только две роты юнкеров, они сделали попытку снова овладеть оружием, но эта попытка не удалось, причём многие солдаты были убиты или ранены пулемётным огнём. Согласно воспоминаниям участвовавших в захвате Кремля юнкеров, сдача Кремля была тактическим ходом, при помощи которого солдаты 56-го полка попытались загнать юнкерские роты в ловушку, в результате чего и произошла массовая бойня:

 На Сенатской площади был выстроен без оружия весь полк, перед которым было набросано кучами сдаваемое им оружие. В казармах я нашёл во всех помещениях кучки солдат, и, к моему удивлению, массу несданного оружия… Вдруг <я> услыхал выстрелы; взглянув в окно, я увидал, что солдаты, как подкошенные, падают, и на площади идёт какая-то сумятица; ввиду этого я бросил свое занятие и с своими людьми быстро побежал на площадь, но на лестнице нам навстречу бежало много солдат. Оказывается, план 56-го полка будто был таков: впустив небольшое количество юнкеров в Кремль и, видимо, им подчинившись, по сигналу броситься и уничтожить их; бежавшие навстречу нам солдаты должны были наверху в казармах забрать оружие и напасть на юнкеров. <…> Когда всё более или менее успокоилось, мы вышли на площадь; там лежали раненые и убитые солдаты и юнкера <…> Выяснилось, что, когда 56-й полк был выстроен и юнкера были заняты счётом солдат, то из казарм или Арсенала раздались выстрелы в юнкеров — это и было сигналом для оставшихся в казармах начать стрельбу из удержанных винтовок из верхних помещений в находящихся на площади юнкеров, за этим-то оружием и побежали встреченные нами на лестнице солдаты. В ответ на это юнкера открыли стрельбу…— 
 В официальном рапорте начальника московского артиллерийского склада генерал-майора Кайгородова написано, что юнкера открыли огонь из пулемётов после «раздавшихся откуда-то нескольких выстрелов». По разным оценкам в результате стрельбы было убито от 50 до 300 солдат. По оценке И. С. Ратьковского «было убито и ранено шесть юнкеров и порядка двух сотен солдат».
После взятия Кремля юнкерами положение ВРК стало исключительно тяжёлым, так как он оказался отрезанным от красногвардейцев на рабочих окраинах города, телефонное сообщение с ними было невозможно, так как телефонная станция была занята юнкерами. Кроме того, сторонники КОБ получили доступ к вооружению, хранившемуся в Центральном арсенале в Кремле.
По призыву МК РСДРП(б), ВРК и профсоюзов в городе началась всеобщая политическая забастовка. Собравшиеся в Политехническом музее гарнизонное совещание полковых, ротных, командных и бригадных комитетов предложило всем воинским частям поддержать ВРК, вместе с тем постановило распустить совет солдатских депутатов старого созыва (эсэровский) и провести новые выборы, в результате которых для контактов с ВРК был создан боевой орган — «Совет десяти». К исходу 28 октября революционные силы блокировали центр города.
С 28 по 31 октября солдаты 193-го пехотного запасного полка принимали участие в захвате Брянского вокзала, Провиантских складов, в боях на «Остоженских позициях», штурмовали штаб Московского военного округа (ул. Пречистенка, д. 7)). Во время штурма был тяжело ранен командир роты прапорщик А. А. Померанцев.

### 29 октября. Попытка перемирия
29 октября (11 ноября) на улицах города противоборствующими сторонами были вырыты окопы и сооружены баррикады и началась упорная борьба за центр Москвы. Ожесточённые бои шли за Крымский и Каменный мосты, в районе Остоженки, Пречистенки и на других улицах. В боях на стороне ВРК участвовали вооружённые рабочие (красная гвардия), солдаты ряда пехотных частей, а также артиллерия (которой почти не было у антибольшевистских сил).
Утром 29 октября силы красных начали наступление по главным направлениям: отряд под командованием левого эсера Саблина Ю. В. захватил здание градоначальства на Тверском бульваре, была отбита Тверская улица и часть Охотного ряда, губернаторский дом в Леонтьевском переулке, была занята Крымская площадь, Симоновский пороховой склад, Курско-Нижегородский и Александровский вокзалы, почтамт и главный телеграф.
|  |  |

К 18 часам красными была занята Таганская площадь. Были захвачены три из пяти корпусов Алексеевского военного училища.
К 21 часу революционные войска заняли Центральную телефонную станцию и начали обстрел гостиницы «Метрополь». Артиллерия начала обстрел занятых антибольшевистскими силами районов, включая Кремль. С Воробьевых гор по Кремлю стрелял 7-й Украинский тяжёлый артиллерийский дивизион. На Швивой (Вшивой) горке, где сейчас располагается высотное здание на Котельнической набережной, были установлены два 48-линейных орудия, которые вели огонь по Малому Николаевскому дворцу и Спасским воротам Кремля. Батареям, занявшим позиции у Бабьегородской плотины, между Крымским и Каменным мостами, была поставлена задача обстреливать кремлёвскую стену, выходящую к Манежу, и пробить брешь у Троицких ворот. Орудия ВРК также были подтянуты к Никольским воротам. В газете «Новая Жизнь» под редакцией Максима Горького приведено следующее описание событий:

Бухают пушки, это стреляют по Кремлю откуда-то с Воробьёвых гор. Человек, похожий на переодетого военного, пренебрежительно говорит:

— Шрапнелью стреляют, идиоты! Это — к счастью, а то бы они раскатали весь Кремль. 

Он долго рассказывает внимательным слушателям о том, в каких случаях необходимо уничтожать людей шрапнелью, и когда следует «действовать бризантными». 

— А они, болваны, катают шрапнелью на высокий разрыв! Это бесцельно и глупо… 

Кто-то неуверенно справляется: 

— Может быть — они нарочно так стреляют, чтобы напугать, но не убивать? 

— Это зачем же? 

— Из гуманности? 

— Ну, какая же у нас гуманность,— спокойно возражает знаток техники убийства…

… Круглые, гаденькие пульки шрапнели градом барабанят по железу крыш, падают на камни мостовой,— зрители бросаются собирать их «на память» и ползают в грязи.

В некоторых домах вблизи Кремля стены домов пробиты снарядами, и, вероятно, в этих домах погибли десятки ни в чём не повинных людей. Снаряды летали так же бессмысленно, как бессмыслен был весь этот шестидневный процесс кровавой бойни и разгрома Москвы.— 
29 октября было заключено перемирие, причём обе стороны тянули время, надеясь на подход к Москве верных им частей. Перемирию также способствовали действия «Викжеля», который требовал создания «однородного социалистического правительства», угрожая в случае нарушения перемирия одной из сторон пропустить в Москву войска другой стороны. И Комитет общественной безопасности, и ВРК согласились начать переговоры. Было достигнуто соглашение о перемирии с 12 часов 29-го по 12 часов 30-го октября на следующих условиях:
- полное разоружение красной и белой гвардии;
- возвращение оружия;
- роспуск как ВРК, так и Комитета общественной безопасности;
- привлечение виновных к суду;
- установление нейтральной зоны;
- подчинение всего гарнизона командующему округа;
- организация общего демократического органа.

Согласно другим источникам причиной уступок ВРК пошедших на перемирие стало ультимативное заявление «Викжеля» о том, что в случае непрекращения боевых действий он призовёт ко всеобщей забастовке железнодорожников, что лишит ВРК вероятного подкрепления.
Однако эти условия не были выполнены и перемирие было нарушено.

### 30 октября
30 октября силам ВРК сдались антибольшевистские силы во 2-м кадетском корпусе, 31-го — в 1-м кадетском корпусе, а в ночь на 1 ноября капитулировали 3-й Московский кадетский корпус и Алексеевское военное училище в Лефортово. Кадеты из кадетских корпусов не участвовали в боях. Их старшие роты охраняли здания корпусов, но активного участия в боях подростки-кадеты не принимали.

### 31 октября

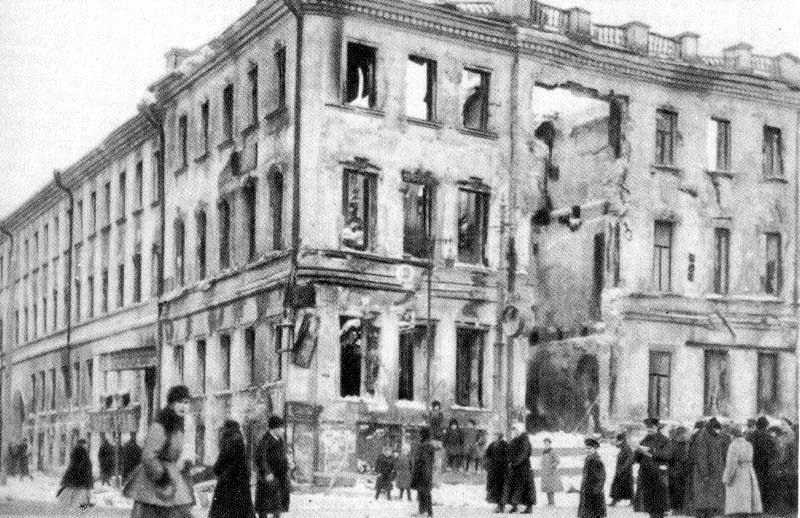
Разрушенный артиллерией дом на площади Никитские Ворота

31 октября с предложением перемирия выступили представители губернского совета крестьянских депутатов. В этот же день на помощь антибольшевистским силам прибыл из Брянска 7-й ударный батальон в количестве 150 человек, а к большевикам прибыли 500 матросов из Петрограда.
31 октября ВРК потребовал от Комитета общественной безопасности безусловной сдачи под угрозой артиллерийского обстрела здания Городской думы.

### 1 ноября
Артиллерийский обстрел начался 1 ноября и юнкера вместе с членами Комитета общественной безопасности были вынуждены перейти в Кремль и в здание Исторического музея.

### 2 ноября

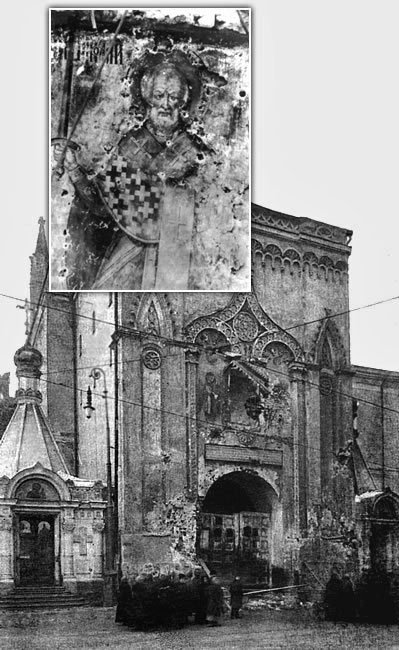
Никольские ворота с разрушенным надвратным образом святителя Николая

2 ноября артиллерийский обстрел Кремля большевиками усилился и ими был занят Исторический музей. Ряд построек Кремля серьёзно пострадал от обстрела. Московский предприниматель Н. П. Окунев, увидевший 4 ноября разрушения в Кремле, записал в своём дневнике: 

Подумаешь, до чего может дойти русский мужик своим умом! Хотя, разрушая народные святыни, он разрушает их всё-таки для того только, чтобы кого-то там уничтожить, лишить жизни, а вовсе не для того, чтобы разворотить что-то священное, целые века охранявшееся его же предками от нашествия иноплеменных и теперь уничтоженное его святотатственной рукой.— .
В ночь на 2 ноября юнкера сами ушли из Кремля, было заключено соглашение о разоружении юнкеров и кадетов.
Позже епископ Нестор (Анисимов), лично осмотревший Кремль, зафиксировал ряд разрушений и повреждений Успенского, Благовещенского, Николо-Гостунского соборов, а также Собора 12 Апостолов. Были повреждены Колокольня Ивана Великого, Патриаршая ризница, некоторые кремлёвские башни, в частности, Беклемишевская стояла без вершины, а Спасская была пробита, знаменитые часы на Спасской башне остановились. Однако ходившие в это время в Петрограде слухи о разрушениях в Москве были сильно преувеличены; так, утверждалось, что якобы от артобстрелов пострадал не только Кремль, а и храм Василия Блаженного, а Успенский собор во время артобстрела самого Кремля якобы сгорел.
2 ноября 1917, узнав о бомбардировках Кремля, подал в отставку нарком просвещения А. В. Луначарский, заявив, что он не может смириться с разрушением важнейших художественных ценностей, «тысячью жертв», ожесточением борьбы «до звериной злобы», бессилием «остановить этот ужас». Прошение об отставке опубликовано в меньшевистской газете «Новая жизнь» (3 ноября 1917 года) и других газетах. Но Ленин сказал Луначарскому: «Как вы можете придавать такое значение тому или другому зданию, как бы оно ни было хорошо, когда дело идёт об открытии дверей перед таким общественным строем, который способен создать красоту, безмерно превосходящую все, о чём могли только мечтать в прошлом?». После этого Луначарский несколько скорректировал свою позицию и опубликовал в газете «Новая жизнь» (4 ноября 1917 года) обращение: «Берегите народное достояние».
2 ноября делегация Комитета общественной безопасности направилась в ВРК для переговоров. ВРК согласился отпустить на свободу всех юнкеров, офицеров и студентов при условии сдачи ими оружия. После этого сопротивление в Москве прекратилось. Договор с юнкерами вызвал сильное недовольство среди Красной гвардии. В коллективном письме бойцов Красной гвардии, опубликованном в газете «Социал-демократ» № 200 от 04.XI.17 было сказано: 

«Освобождая юнкеров от ареста, Военно-революционный комитет даёт им возможность снова восстать против народа. Мы требуем, чтобы все арестованные юнкера и прочая буржуазная сволочь были преданы властному революционному суду».— 
Тем не менее, 2 ноября в 17 часов противники большевиков подписали договор о капитуляции. В 21 час ВРК отдал приказ о прекращении огня.
ВРК издал приказ: «Революционные войска победили, юнкера и белая гвардия сдают оружие. Комитет общественной безопасности распускается. Все силы буржуазии разбиты наголову и сдаются, приняв наши требования. Вся власть в Москве в руках Военно-революционного комитета».

### 3 ноября
Однако приказ Московского военно-революционного комитета о прекращении боевых действий от 2 ноября был обращён не ко всем гражданам Москвы, а к революционным войскам. Он предписывал войскам Советов «прекратить всякие военные действия, но оставаться на своих местах до сдачи оружия юнкерами и белой гвардией» и «не расходиться до особого приказа». Боевые действия продолжались всю ночь на 3 ноября. На некоторых участках юнкера ещё 3 ноября продолжали оказывать сопротивление и даже предприняли попытки наступления. Вечером 2 ноября лишь отдельные красногвардейцы проникли в Кремль. Окончательно он был взят только утром следующего дня. 3 ноября в боях за Кремль было убито три красногвардейца. Таким образом, 3 ноября в Москве продолжались бои.
Среди большевистского руководства не было единства по вопросу о дальнейших действиях:

Заседание народных комиссаров
Доклад Ногина.
Отсутствие определённых рабочих кварталов.
Смешанность и пестрота Москвы.
Телефон, станция в руках к-революц.
Отсутствие пушек у юнкеров спасло положение.
В суб. утром взят Кремль, где был 56 полк. Озарение юнкеров.
Сражение в Кремле. Избиение солдат сдавшегося 56 полка кончилось расстрелом из пулемётов.
Центр, к. р. в Гор. Думе, охран, брониров. автомоб.
(Запоздание сведений. Так, о сдаче Кремля узнали только вечером).
(Вчера разрушен Никол. Двор).
В воскресенье бомбардир. Москвы. Стрельба происходила беспорядочно. (Истрачены около 1.500 — 2.000 снарядов 3 дм.)
(Снарядов недостаточно). Снарядами ничего сделаешь.
Можно разрушить всю Москву и ничего не достигнуть.
В руках контрреволюционер. Дума. Кремль. Манеж и прилегающие улицы. В центре Александр. учил. Весь интеллигентский центр в руках кон. рев.
Контр-революц. укрепились и окопались.
Попытки к соглашению не имели результатов. (Юнкера были против).
Наше настроение было прекрасно. (Ночь на 1-е ноября).
Решено было поскорее окончить дело.
Был составлен определён. план. Бывший до сих пор общий грандиозн. бой разменялся на ряд мелких. (Бой на Мясницкой, обстрел Кремля из Замоскворечья).
С нашей стороны была страшная неорганизованность. Так, неприятельский блиндирован. автом. подошёл к самому Штабу (нашему) и подвергнул его обстрелу.
Только после того, как наши солдаты повернули пушки, дали залп по автомобилю, прогнали его.
Противники отстаивают сношения с Брянским вокзалом.
Начались пожары. Пожар надвигался на Совет.
Вчера — обстрел из лёгких орудий Думы. (Дума стратегического значения не имеет).
Нами была взята Театральная площадь, гост. Континенталь. Наши солдаты, оставлен. на площади, перепились.
Настроение населения Москвы страшно озлобленное.
Солдатские части неустойчивы и несознательны.
Второе предложение перемирия 31 окт. было сорвано с нашей стороны.
Нам страшно важно разбить лагерь противников. Поэтому чрезвычайно важно привлечь на свою сторону Викжель. Это будет необычайно важно и даст нам и гражд. и воен. победу. В противном случае мы будем уничтожены, после того как мы после продолжительной войны истратили все свои силы. Нас раздавит грядущая действительная Корниловщина и Калединство.
Тов. Ногин считает необходимым компромисс с Викжелем.
Товарищ Ленин возражает против всяких соглашений с Викжелем, который завтра будет свергнут революционным путём с низов. Необходимо подкрепление Москвы творческими организующими революционными силами из Петрограда, именно матросским элементом. Продовольствен. вопросом с севера мы обеспечены. После взятия Москвы и свержения Викжеля снизу мы будем обеспечены продовольствием с Волги.

3 ноября юнкера, офицеры и студенты покинули Кремль и здание Александровского училища.
По всей Москве шло разоружение юнкеров, сопровождавшееся массовыми расстрелами. Согласно воспоминаниям Я. Я. Пече из тюрьмы были выпущены солдаты 56-го полка во главе с бывшим комендантом арсенала Кремля Берзиным, после чего те учинили расправу над своими тюремщиками. Тем не менее, многим юнкерам удалось скрыться, впоследствии они покинули Москву, перебравшись на Дон, в Ростов и Новочеркасск, где начинала создаваться Добровольческая армия.
3 ноября был опубликован манифест Военно-революционного комитета Московских Советов рабочих и солдатских депутатов, который провозглашал в Москве власть Советов рабочих и солдатских депутатов.

В сущности своей Московская бойня была кошмарным кровавым избиением младенцев. С одной стороны — юноши красногвардейцы, не умеющие держать ружья в руках, и солдаты, почти не отдающие себе отчёта — кого ради они идут на смерть, чего ради убивают? С другой — ничтожная количественно кучка юнкеров, мужественно исполняющих свой «долг», как это было внушено им.

В ходе восстания революционные силы потеряли около 1 тысячи человек. Согласно другому источнику, точное количество жертв в результате боёв в Москве неизвестно, однако по приблизительным оценкам погибло несколько сотен человек.
Возле Кремлевской стены были похоронены 240 убитых красногвардейцев (известны имена только 57), а погибших защитников Временного правительства предали земле на Братском кладбище — около 300 человек.

## Реакция Поместного собора православной церкви
Проходивший в те дни в Московском епархиальном доме в Лиховом переулке Поместный Собор Русской православной церкви обратился к противоборствующим сторонам: «Во имя Божие Всероссийский Священный Собор призывает дорогих наших братьев и детей ныне воздержаться от дальнейшей ужасной кровопролитной брани». Собор просил победителей «не допускать никаких актов мести, жестокой расправы и во всех случаях щадить жизнь побежденных». Собор также призывал не подвергать Кремль артиллерийскому обстрелу «во имя спасения дорогих всей России святынь, разрушения и поругания которых русский народ никому и никогда не простит». 11 ноября 1917 года Собор выпустил обращение «Ко всем чадам церкви», в котором произошедшие события обрисовал как начавшуюся «великую междоусобицу», в ходе которой в течение ряда дней «русские пушки обстреливали величайшую святыню России — Московский Кремль». Собор призвал победителей «не осквернять себя пролитием братской крови, умерщвлением беззащитных, мучительством страждущих». Прямой критики большевиков в обращении не было, хотя Собор заметил, что «для тех, кто видит единственное основание своей власти в насилии одного сословия над всем народом, не существует Родины».
Некоторые делегаты Поместного собора в дни восстания выполняли функции санитаров. Например, епископ Камчатский и Петропавловский Нестор 29-30 октября оказывал под перекрестным огнём первую медицинскую помощь раненым горожанам на Пречистенке и Остоженке. Также перевязывал пострадавших архиепископ Таврический Димитрий (Абашидзе). Один из священников даже вел группу санитаров.
Наконец, Собор решил выступить в качестве посредника между враждующими сторонами. 2, 3 и 4 ноября 1917 года в ВРК приходили делегации Поместного собора (две из них возглавлял юридический глава Русской церкви Платон (Рождественский)). Помимо просьбы не проливать кровь, Церкви удалось договориться на встрече 4 ноября о том, что революционный комитет не станет препятствовать избранию Патриарха и позволяет взять одну из икон Успенского собора Московского кремля, а также передаст кремлевские храмы под охрану их причта.
После завершения боев церковь занялась изучением разрушений в Кремле и погребением погибших. Епископ Нестор составил отчет, который в декабре 1917 года был издан по решению Собора «для широкого распространения в народе» под заглавием «Расстрел Московского Кремля» (но почти весь его тираж был изъят властями).

## Похороны погибших

### Сторонников большевиков
7 ноября Московский ВРК постановил для погибших участников восстания, выступавших на стороне большевиков, устроить братскую могилу у Кремлёвской стены и назначил похороны на 10 ноября.
8 ноября были вырыты две братские могилы — между кремлёвской стеной и лежавшими параллельно ей трамвайными рельсами. Одна могила начиналась от Никольских ворот и тянулась до Сенатской башни, затем шёл небольшой промежуток и вторая — шла до Спасских ворот.

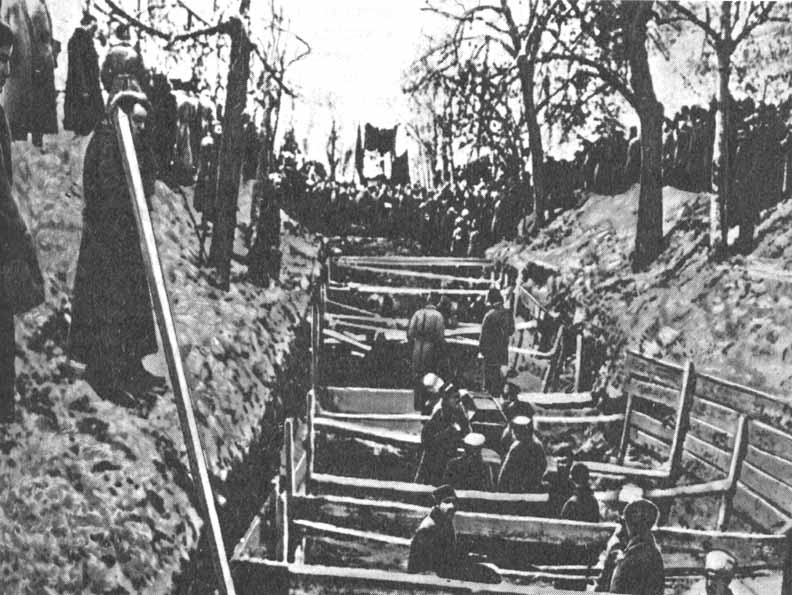
Похороны у кремлёвской стены 10 ноября 1917 года.

9 ноября газеты опубликовали подробные маршруты траурных процессий 11 городских районов и часы их прибытия на Красную площадь.
10 ноября в братские могилы было опущено 238 гробов. Всего в 1917 году было захоронено 240 человек (14.11 — Лисинова и 17.11 — Вальдовский) (точно известны имена 57 человек).
Андреев Павлик, Баскаков Т. А., Вальдовский Я. М., Вевер О., Вирземнек О. К., Войтович В. Е.
«Двинцы»

Сапунов Е. Н., Воронов А. П., Скворцов Г. А., Тимофеев А. Т., Запорожец А. П., Назаров И. А., Усольцев М. Т.,
Трунов Н. Р., Гавриков Я. В., Владимиров С. В., Инюшев А. А., Неделкин Т. Ф., Тимофеев Г.
«Кремлёвцы»

Дудинский И. А., Агафошин С., Горюнов С., Звонов, |Зимин И., Иванов И., Кокорев С., Косарев А., Коспяник П., Крашенильников В., Лещиков А., Лизенко Ф., Лысенков Ф., Петухов И., Романов В., Рыжев М., Смирнов А., Сологудинов Ф., Сопляков, Фёдоров С., Хохлов С., Ципляков С., Шефаревич В.
Елагин Г. Л.,Звейнек Я. Е., Киреев А. А.
Лисинова Л. А., Михайлов Л. Ф., Морозов В. Е.
«Самокатчики»

Томский Г. В., Дроздов Ф., Есаулов Д.
Сахаров, Снегирёв Н. М., Степачёв И. Г., Сухарев А. А., Ширяев С. А., Щербаков П. П.
Собор Русской православной церкви осудили такое погребение. 17 ноября 1917 года он принял постановление, в котором объявил, что «в преднамеренно совершённом без церковной молитвы погребении под стенами Кремля людей, которые осквернили его святыни, разрушали его храмы и, поднявши знамя братоубийственной войны, возмутили народную совесть, Собор видит явное и сознательное оскорбление церкви и неуважение к святыне».

### Сторонников Временного правительства

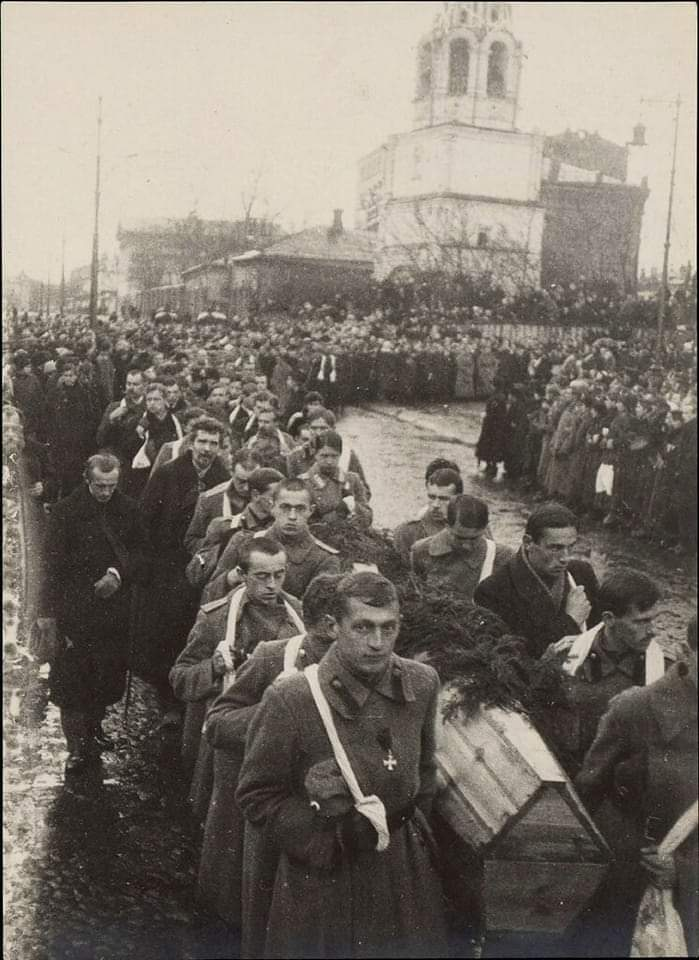
Похороны погибших юнкеров

Погибшие юнкера и офицеры отпевались 13 ноября в церкви большого Вознесения у Никитских ворот. Вокруг церкви собралась многотысячная толпа. Похоронная процессия направилась по Тверскому бульвару и Петроградскому шоссе на Братское кладбище. Во всех церквях по пути её следования проходили панихиды. Большую часть гробов несли на руках. К вечеру, в темноте, процессия вступила на кладбище и в свете факелов гробы стали опускать в могилу. Митрополит Евлогий вспоминал свои впечатления от произошедшего:

Невиданная, трагическая картина. Я был потрясён… В надгробном слове я указал на злую иронию судьбы: молодёжь, которая домогалась политической свободы, так горячо и жертвенно за неё боролась, готова была даже на акты террора, — пала жертвой осуществившейся мечты…— 
Под впечатлением этих похорон Александр Вертинский написал ставшую широко известной песню «То, что я должен сказать».
Спустя 78 лет, 17 ноября 1995 года, на территории бывшего Братского кладбища был установлен памятный крест с надписью: «Юнкера. Мы погибли за нашу и вашу свободу». Повыше надписи был закреплён терновый венец из колючей проволоки. Сейчас крест перенесён в «Мемориал примирения народов» у храма Всех Святых рядом со станцией метро «Сокол».